# Alfonsdorp
Alfonsdorp (Arawak: Tibiti) is een dorp in het bestuursressort Albina in het district Marowijne in Suriname. Het ligt aan de Oost-Westverbinding. In het dorp wonen inheemsen van het volk Arowakken. Tegen Alfonsdorp aan ligt het dorp Negerkreek.

## Geschiedenis
De bevolking is van Arowakse (Lokono) afkomst en hun herkomst gaat geografisch terug naar de volgende plekken: Cassewinica in Commewijne, de oever van de Boven-Surinamervier in Para en het westen van Suriname. Van daaruit vertrokken zij naar de oevers van de Wanekreek aan de kust van het district Marowijne. Vervolgens gingen zij daar in de jaren 1930 weg en vestigden zich in Alfonsdorp en Marijkedorp aan de Marowijnerivier, een regio waar tot dat moment vooral Karaïben (Kari'na) woonden. Voor de volksverhuizing worden twee lezingen gegeven. De ene is dat er toen de Spaanse griep heerste waaraan veel mensen waren overleden. Volgens een andere lezing speelde een rol dat er daar toen geen voortgezet onderwijs en medische voorzieningen waren. Daar kwam bij dat er in die tijd een grote droogte heerste, waardoor Albina niet per boot bereikbaar was.
Het dorp werd vernoemd naar de piai Alfons Karwafodi, in het Sranan ook wel Pa Kroroeman en in het Arowaks Makarikoro genoemd, wat in beide gevallen man met krulharen betekent. Hij kwam in 1936 in oud-Alfonsdorp aan, inheemse naam Baka Busi, en vestigde zich 1951 op aandringen van twee commissarissen uit Albina aan de Weyneweg. Nadat het aantal bewoners was gegroeid, vernoemde de districtscommissaris het dorp naar hem omdat hij de oudste bewoner was. Anderen van het eerste uur waren de families Jubitana, Ligorie en Watamaleo. Tijdens de Binnenlandse Oorlog (1986-1992) zijn veel inwoners naar Frans-Guyana gevlucht en niet meer teruggekomen.

## Archeologische vondsten
Nabij Alfonsdorp werd begin 21e eeuw een precolumbiaans stenen masker gevonden. Ook vinden bewoners hier geregeld oude pijlpunten en potscherven.

## Voorzieningen
Het dorp heeft een school en tot 2014 was er een kliniek. In 2018 werd een katholieke kerk gebouwd.
In het dorp bevindt zich een ecotoeristisch resort van waaruit bezoeken aan het natuurreservaat Wanekreek worden gebracht. Het natuurgebied is onderdeel van een dispuut tussen Alfonsdorp en Marijkedorp, omdat beide het rekenen tot hun jacht- en visgronden. Het gebied is niettemin sinds de jaren 1950 onbewoond.
Het dorp beschikt sinds augustus 2021 over een stroomvoorziening die de gehele dag beschikbaar is.
In het dorp hebben vrouwen zich verenigd in de stichting Rosalina. Zij onderhouden verschillende projecten in het dorp. Verder is er de jongerenvereniging Ebelino (Wij jongeren van Alfonsdorp) en de voetbalvereniging Wadilikano en een gemeenschapscentrum

## Dorpshoofden
Hieronder volgt een (mogelijk incompleet) overzicht van de dorpshoofden van Alfonsdorp:
- Antonius Karwafoedie (1975[5] - ?
- Harold Galgren (voor of in 2006[3] - circa 2014)
- Margriet Biswane (2014-heden; stand 2022)